# تبغ هزيل
تبغ هزيل (الاسم العلمي: Nicotiana attenuata) ويعرف باسم تبغ القيوط، هو أحد أنواع التبغ البري المنتمي إلى فصيلة الباذنجانية. يستوطن غرب أمريكا الشمالية من كولومبيا البريطانية إلى تكساس وشمال المكسيك، يمنو في العديد من الموائل المختلفة. وهو عشب حولي غدي وذو زغب قليل الكثافة يتجاوز مترًا في أقصى ارتفاع له.